# Sturmpanzerwagen Oberschlesien
A Sturmpanzerwagen Oberschlesien ("Oberschlesien roham harckocsi") egy német harckocsi konstrukció volt az első világháború során. Tervezésénél a kedvező gyorsaságú, könnyen páncélozott rohamjármű létrehozása volt a cél. Az Oberschlesien előremutató típus volt, fő fegyverzetét forgatható toronyban helyezték el, a jármű közelítőleges súlypontján, a küzdőteret, a motort és az erőátvitelt pedig falakkal választották el egymástól. Két prototípus készült és tervezték az Oberschlesien II elkészítését is, de a háború végével ezek nem valósulhattak meg.